# Carrito de los camotes

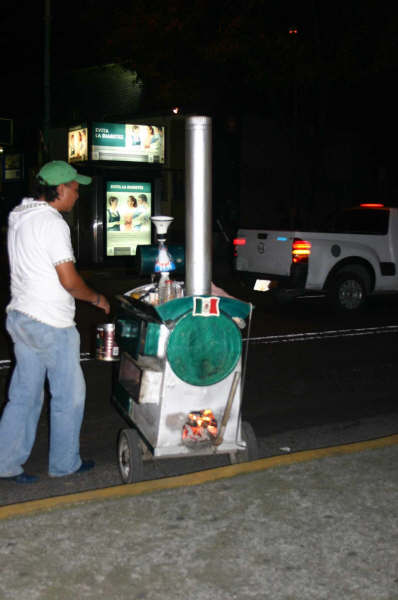
Un carrito de los camotes transitando por las calles de la Ciudad de México.

El carrito de los camotes o carrito camotero es el medio por el que se venden generalmente los camotes, plátanos y nopales asados en la Ciudad de México. En otros lugares del país se les dice simplemente plataneros, pues no en todo el país acostumbran vender camotes.
Hay un lugar que da origen a la mayoría de los camoteros: San Lorenzo Malacota, en el estado de México, de donde son originarios más de 400 vendedores de este tubérculo que recorren las calles del país.
De acuerdo con datos del Instituto Nacional de Estadística, Geografía e Informática (Inegi), aproximadamente el 20 por ciento de la población de San Lorenzo Malacota se dedica a la venta de camotes o a la fabricación de los carritos. Durante el año, los camoteros también viajan a otros estados de México con su horno de leña, que alcanza temperaturas de 400 °C, y su tradicional silbido.
En ese lugar, cada 13 de agosto se celebra una misa especial en la Parroquia de San Lorenzo. Los camoteros llevan sus carritos adornados para “recibir la bendición” y, en agradecimiento por las ventas del año, regalan camotes y plátanos a los presentes.

### Características de los carritos de camotes
Están hechos de lámina galvanizada o negra para resistir altas temperaturas, funcionan con leña y tienen un tubo vertical que simula una chimenea, también de lámina, a través de la cual se libera el humo que evita que el producto se ahúme al interior del horno.
Tienen dos cajones, uno se utiliza para cocer la fruta y el otro solamente para mantenerlos a temperatura; un pequeño tanque, horizontal donde se almacena el agua. Al abrir la llave de paso, una pequeña cantidad del agua del tanque se desliza por el tubo y al alcanzar cierta temperatura y vaporizarse, sale a presión por el tubo con una abertura que produce el nostálgico y tradicional silbido en la parte delantera.
El carrito de los camotes tiene una caldera que permite cocer los plátanos y camotes y mantenerlos calientes. A través del tubo en la parte inferior delantera se produce el tradicional silbido que recorre las calles.

### El pueblo de camoteros
En el pueblo de San Lorenzo Malacota, en la ciudad de Toluca, en el estado de México, que alberga poco más de 3 mil habitantes, la mayoría de la población trabajan como camoteros. Es parte de una larga tradición gracias a la cual se sigue escuchando el fabuloso silbido de los camoteros, una tradición que sigue presente en la Ciudad de México y en otras partes del centro del país. Hay quienes se quedan a vender en San Lorenzo y la tradición aún se conserva; sin embargo, al ser un pueblo pequeño, no se vende lo que se puede vender en las colonias de la ciudad o en el estado de México, por lo que se ven obligados a desplazarse.
En agradecimiento por las ventas, cada 13 de agosto se hace en la Parroquia de San Lorenzo una misa, las personas llevan sus carros y los adornan. Todo el pueblo asiste.

## El producto
En el carrito se transportan dos productos característicos: camotes (batatas o boniatos, en el español de otros países) y plátanos. Dentro, los frutos cocidos se mantienen calientes, listos para ser consumidos. Los camotes y los plátanos se sirven en una servilleta de papel sobre platos desechables (generalmente de unicel). Suelen comerse agregándoles crema de leche azucarada (leche condensada, generalmente de marca La Lechera), canela en polvo, acompañados con leche.
A los plátanos y los camotes preparados de esta forma y consumidos como postre se les puede considerar parte de la gastronomía mexicana.
Quizá la forma de comercio sea más particular de las ciudades, incluyendo la Ciudad de México, León, Guanajuato, y Guadalajara, Jalisco, pero los productos son procedentes de áreas agrícolas del país.

### Una tradición gastronómica
Aunque en México se les conoce como camoteros, no son camotes lo único que venden: ofrecen también plátanos machos y nopales horneados, que se elaboran en el mismo vehículo que empujan. Se trata de una tradición gastronómica mestiza, pues los plátanos son un producto de origen asiático, originalmente introducido en las Islas Canarias, que llegó a la América continental tras haber sido aclimatado por los españoles en África y las islas del Caribe. Por su parte, el camote es un tubérculo cuyo cultivo estaba extendido por todo el continente antes de la conquista. Los camoteros de la Ciudad de México ofrecen generalmente camotes de piel púrpura y pulpa blanca (Camohtli, en nahuatl), pero también los hay amarillos (Cozticamohtli) y blancos (Iztacamohtli). Salidos del horno, estos barrocos alimentos se sirven al consumidor con una cobertura que puede incluir leche condensada, mermelada, miel, jarabe de piloncillo (véase panela), cajeta, chocolate o grageas coloridas, dependiendo del precio, de la preferencia de cada vendedor o del área que le toca cubrir, y con ello hay que notar que este alimento adoptó también elementos culinarios marcadamente europeos.
Los plátanos y camotes se cuecen en ese artefacto rodante en un tiempo que oscila entre los treinta y los sesenta minutos, dependiendo de la temperatura que alcance la caldera; hay que decir que ésta varía también en función de la velocidad con que se empuja el carrito, pues este horno rodante funciona alimentado por leña conseguida en muchas ocasiones durante el largo transitar del vendedor por las calles e introducida a su parte baja por una ventana frontal que, al entrar el vehículo en movimiento, permite la alimentación de oxígeno a la cavidad ígnea. Para lograr la cocción y el mantenimiento de la temperatura, cada uno de los cajones del carrito necesita estar cubierto por una cama de cáscaras de plátano que sirve para mantener húmedo el producto y evitar que tanto plátanos como camotes se peguen al metal, echándose a perder; nada se desperdicia en este tipo de comercio artesanal.

## El carrito

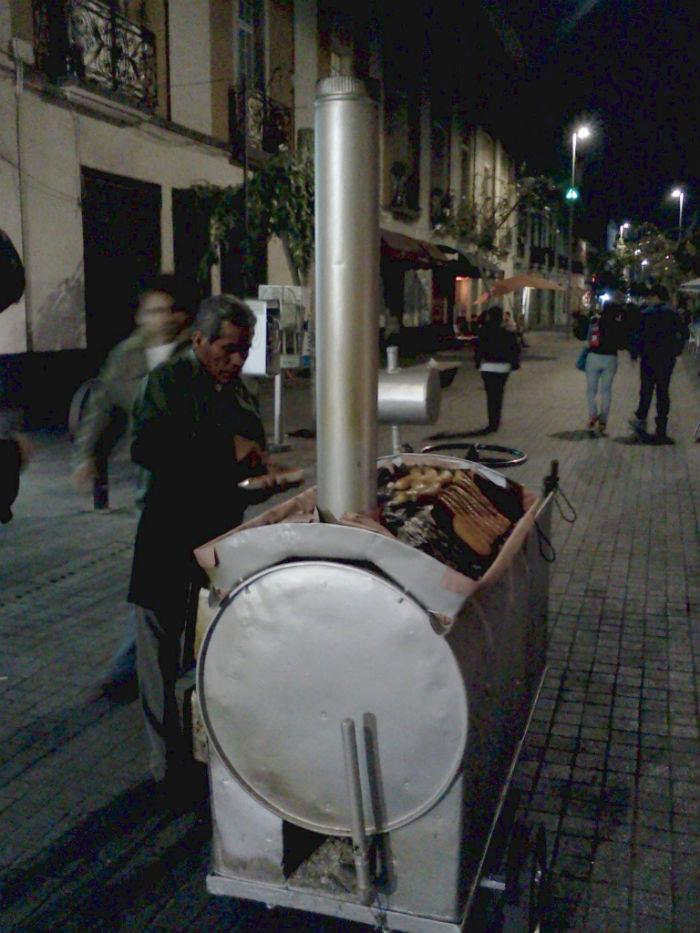
Carrito de camotes y plátanos en el centro histórico de la Ciudad de México

El carrito está fabricado primordialmente de acero. Es prácticamente cilíndrico y se le han incorporado ruedas. El cuerpo cilíndrico o tambor está posicionado en forma horizontal, y al extremo de éste generalmente se encuentra un manubrio. El carrito cuenta con un sistema de escape vertical de vapor que funciona como chimenea.
Se trata de pequeños vehículos metálicos y de tracción humana cuyo peso puede llegar hasta los 300 kilogramos. A decir de los camoteros, solo una persona en la Ciudad de México se dedica a construir estos ingenios móviles, por el rumbo de Iztapalapa. El costo unitario de estos carritos puede alcanzar hasta los 11,500 pesos (unos 570 dls.), precio alto e incluso inaccesible para muchos capitalinos con necesidad de trabajar, razón por la que muchos camoteros los arriendan a flotilleros poseedores de varios carritos y depósitos o encierros para guardarlos; de esta manera, la materia prima para la venta y la tracción corren por cuenta de los camoteros, quienes usualmente se surten en la Central de Abasto de la Ciudad de México. El vehículo cuenta para su desplazamiento con dos pequeñas ruedas delanteras, que le dan estabilidad, y una más atrás, cuya movilidad depende de un eje vertical que tiene en su extremo más alto un volante o manubrio con el que se determina la dirección. Las tres ruedas tienen alma metálica para soportar el peso y están forradas de hule o caucho vulcanizado para contrarrestar la fricción.
El cuerpo del vehículo es generalmente de lámina gruesa e incluso puede estar constituido en su totalidad por un bote o tambo de los utilizados para contener petróleo o combustibles, que al ser dispuesto en forma horizontal yace sobre una especie de charola -también de lámina- que funge como base y depósito para la leña y las brasas; en la unión frontal de estas dos piezas se encuentra la citada ventanilla que permite el flujo del aire al interior de la caldera. Los cajones se deslizan hacia dentro y fuera del bote o tambo, al que para albergarlos le fue practicada una incisión lateral. Al frente del vehículo sobresale un grueso tubo vertical o chimenea que expele humo y constituye el escape de la caldera y evita que el producto se ahúme al interior del horno. Finalmente, en la parte alta del carrito existe también una superficie que el camotero utiliza para colocar los aderezos, poner al alcance de la mano las monedas y preparar sus productos.

### Silbido característico
El vendedor ambulante empuja el carrito de los camotes para trasladarse entre las calles de la ciudad y comercializar su producto. Como el carrito mantiene el calor, el vapor que genera es empleado para silbar fuerte y distintivamente. El sonido que los distingue se llega a oír generalmente en las primeras horas o si no a muy altas horas de la noche.
El proceso o método para hacer silbar a estos tan tradicionales carritos es que en la parte superior del carrito se cuenta con un pequeño depósito de agua y también una pequeña llave de paso que está a disposición de Camotero en todo momento; ya una vez que esta decidido ha indicar que ya llegó a un determinado lugar, deja pasar cierta cantidad de agua con la llave y luego espera unos momentos hasta que silbe. Lo que hay que destacar es que la mayoría de los vendedores de camotes tienen carros que emiten un silbido muy fuerte y en algunos casos agudo.